# Prévôté (Luxembourg)
Une prévôté est un territoire administratif du duché de Luxembourg, entre les XIIIe et XVIIIe siècles.

## Prévôtés
Les prévôtés de Thionville et d'Yvois sont cédées au royaume de France en 1659 dans le cadre du traité des Pyrénées.
À la fin du XVIIIe siècle, le Luxembourg comprenait les prévôtés suivantes : 
| Nom          |
| ------------ |
| Arlon        |
| Bastogne     |
| Bitburg      |
| Chiny        |
| Diekirch     |
| Durbuy       |
| Echternach   |
| Etalle       |
| Grevenmacher |
| Luxembourg   |
| Marche       |
| Saint-Mard   |
| Orchimont    |
| La Roche     |
| Virton       |

## Fonctionnement
Dans d'anciennes chartes, le prévôt est appelé advocatus (avoué) ; c'était le lieutenant du souverain, praepositus (le prévôt). La prévôté formait un domaine direct du souverain et ne relevait que de lui. La justice prévôtale était rendue au nom de souverain. Le prévôt était inamovible, ses fonctions étaient à vie.
Dans les prévôtés, il existait des seigneuries dont les titulaires possédaient la plénitude de la juridiction seigneuriale, haute, moyenne et basse. Le prévôt n'avait rien à y prétendre comme officier de justice. Les prévôts peuvent aussi changer leurs lieutenants quand bon leur semble, tout du moins à partir de 1623.
Les moyennes et basses justices dépendaient des prévôtés ou des hautes justices dans le ressort desquelles elles se trouvaient placées. Aux prévôtés ressortissaient un certain nombre de mairies ou justices moyennes et basses ; elles étaient administrées par le prévôt ou son lieutenant, un ou plusieurs assesseurs, un procureur fiscal, plusieurs procureurs et notaires, un clerc juré ou greffier et un ou plusieurs sergents.
À la suite d'une ordonnance impériale du 1er août 1782, le prévôt instruit le procès en affaires criminelles dans sa prévôté et, après l'instruction, l'accusé est conduit à Luxembourg-Ville pour être jugé par le Conseil provincial.